# Haploops tubicola
Haploops tubicola är en kräftdjursart som beskrevs av Wilhelm Lilljeborg 1855. Haploops tubicola ingår i släktet Haploops och familjen Ampeliscidae. Arten är reproducerande i Sverige. Inga underarter finns listade i Catalogue of Life.